# Stadtfriedhof Bayreuth

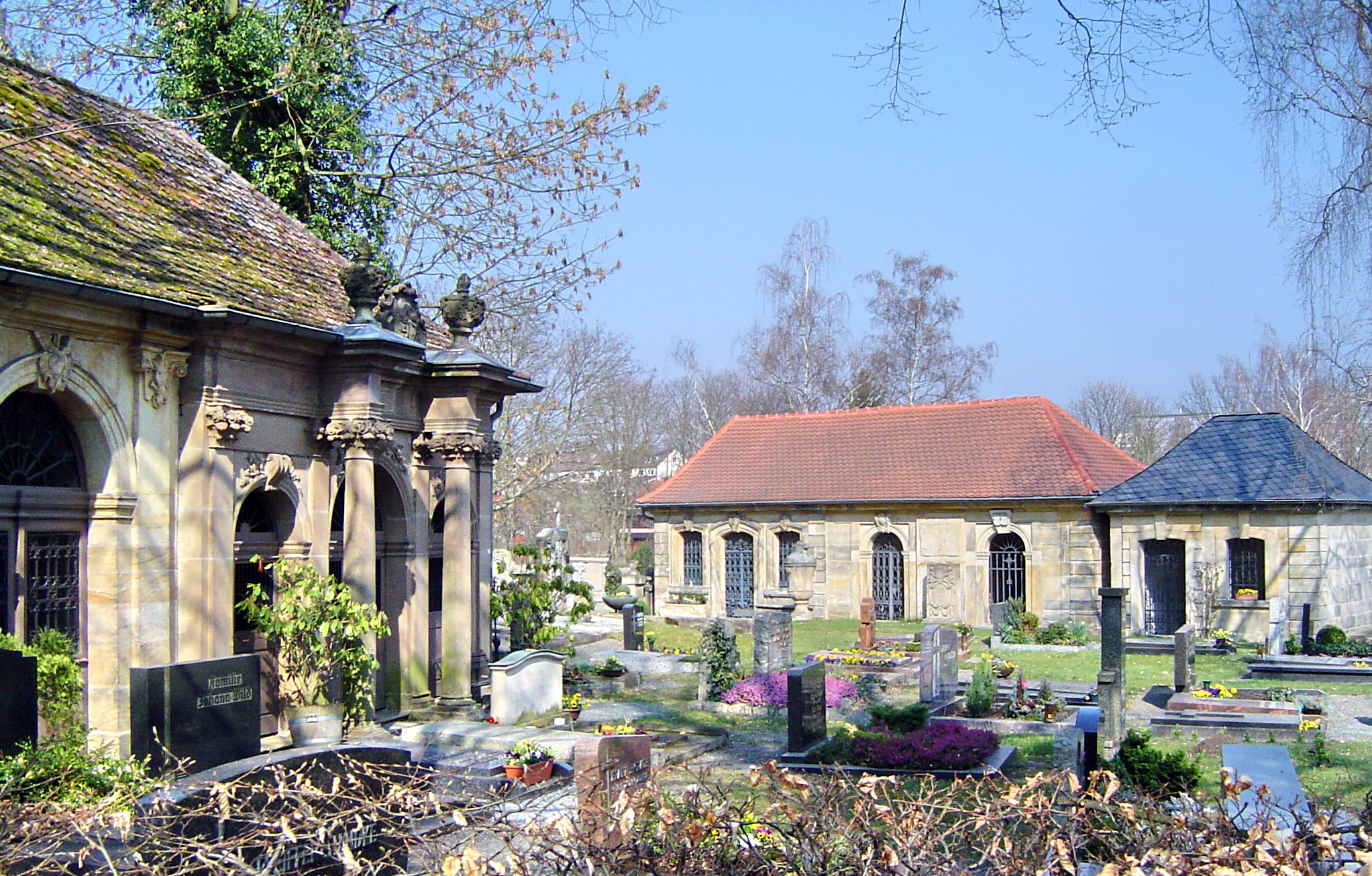
Grufthäuser auf dem Stadtfriedhof Bayreuth

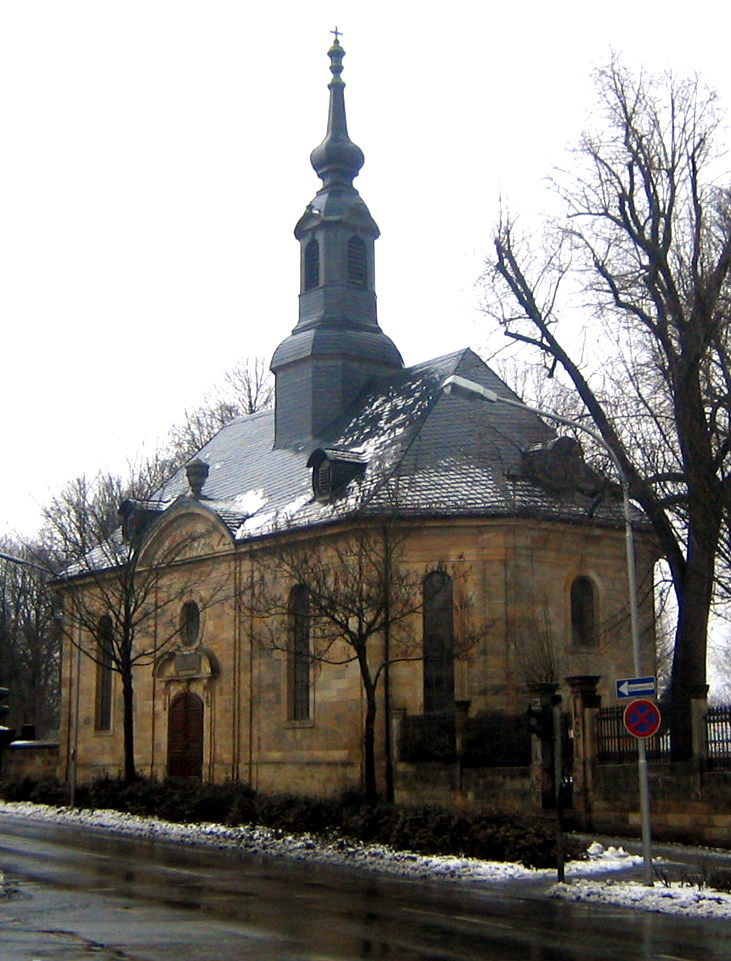
Gottesackerkirche

Der Stadtfriedhof ist der älteste existierende Friedhof in Bayreuth. Er beherbergt zahlreiche Grufthäuser und Grabplatten aus dem Spätbarock und dem Klassizismus.

## Vorgeschichte
Der als „Gottesacker“ bezeichnete Friedhof an der Bayreuther Stadtkirche wurde bis 1533 als solcher genutzt. In den folgenden zwölf Jahren bestattete man, um der Ansteckungsgefahr bei Seuchen zu begegnen, die Toten außerhalb der Mauern auf dem Friedhof der nahen Altenstadt. Gegen Entrichtung einer Gebühr war indes ein Sonderbegräbnis in oder bei der Kirche möglich.
Elf Jahre nach dem Beginn der Reformation schlossen sich 1528 die Landesherren der fränkischen markgräflichen Gebiete dem lutherischen Bekenntnis an. Bayreuth erlebte einen Prozess säkularen Umbruchs, der durch die Kirchenordnung von 1533 beschleunigt wurde. Als Folge dieser Entwicklung wurde die Altenstädter Sankt-Nikolaus-Kirche aufgelöst und bald darauf abgebrochen.

## Geschichte und Beschreibung

Stadtfriedhof Bayreuth vor 1860,
vorn links Jean Pauls erster Grabstein

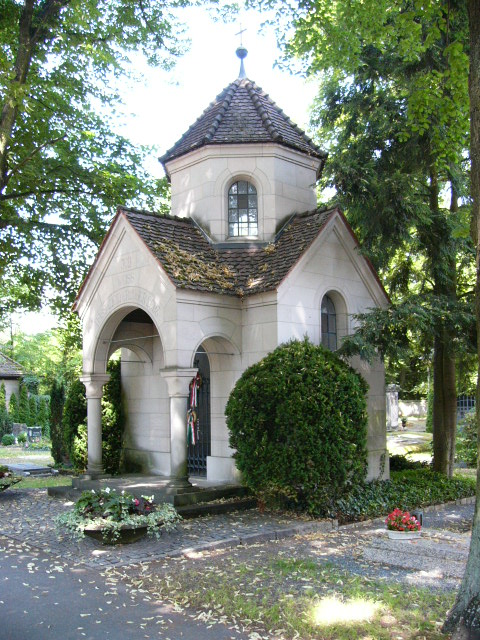
Grabanlage Franz Liszts

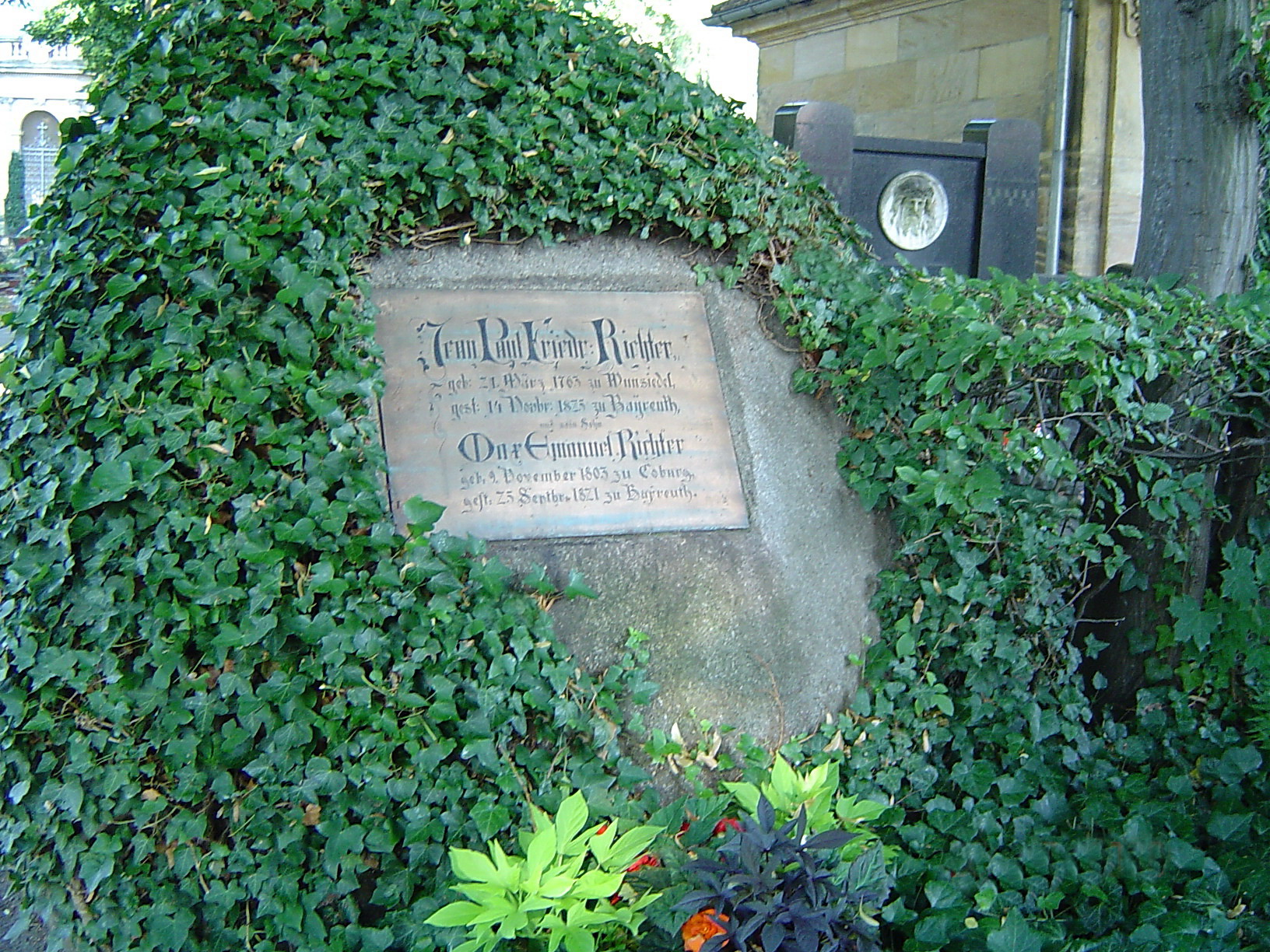
Grab Jean Pauls mit dem zweiten Grabstein von 1860

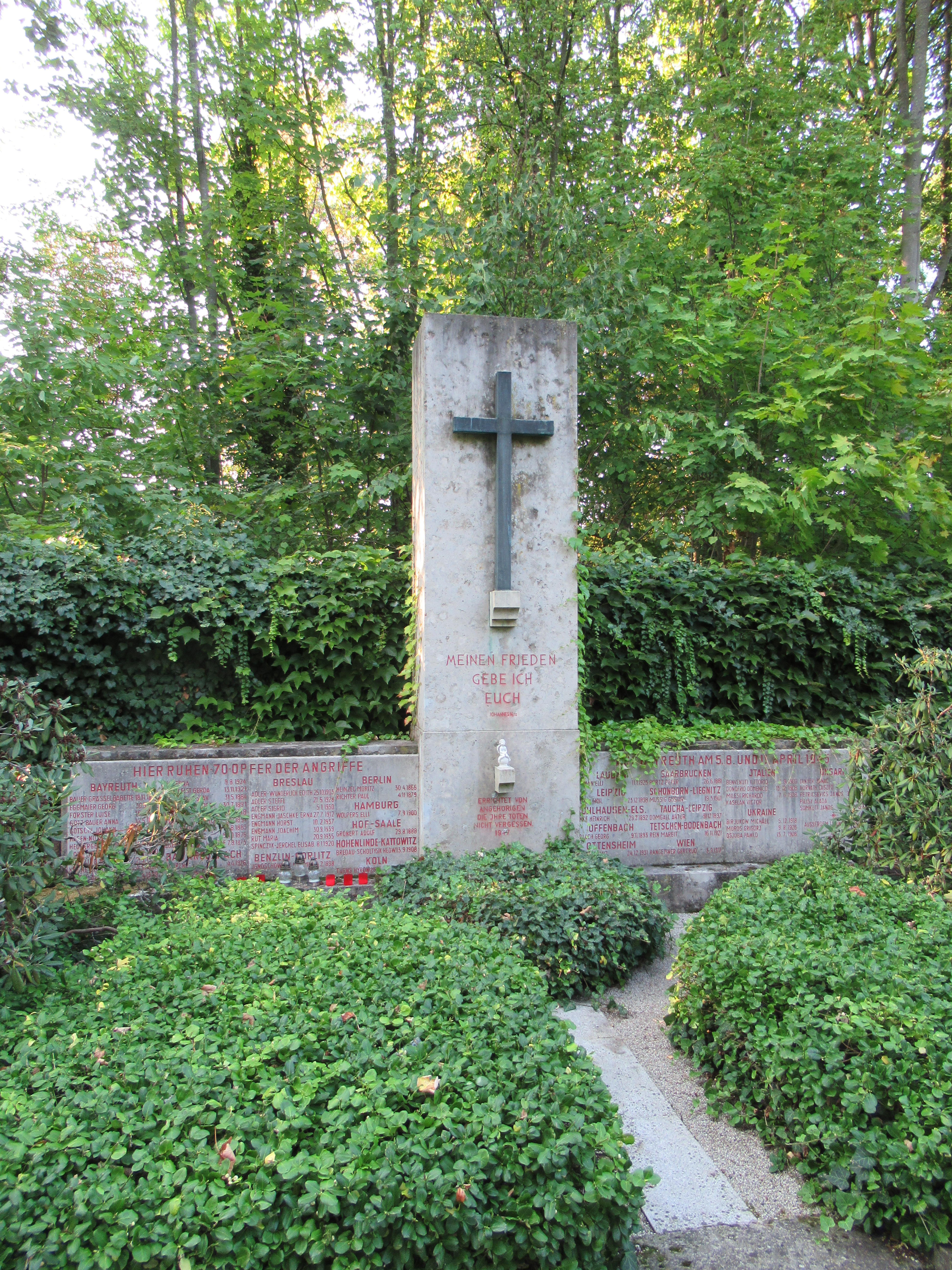
Grabdenkmal für 70 Bombenopfer

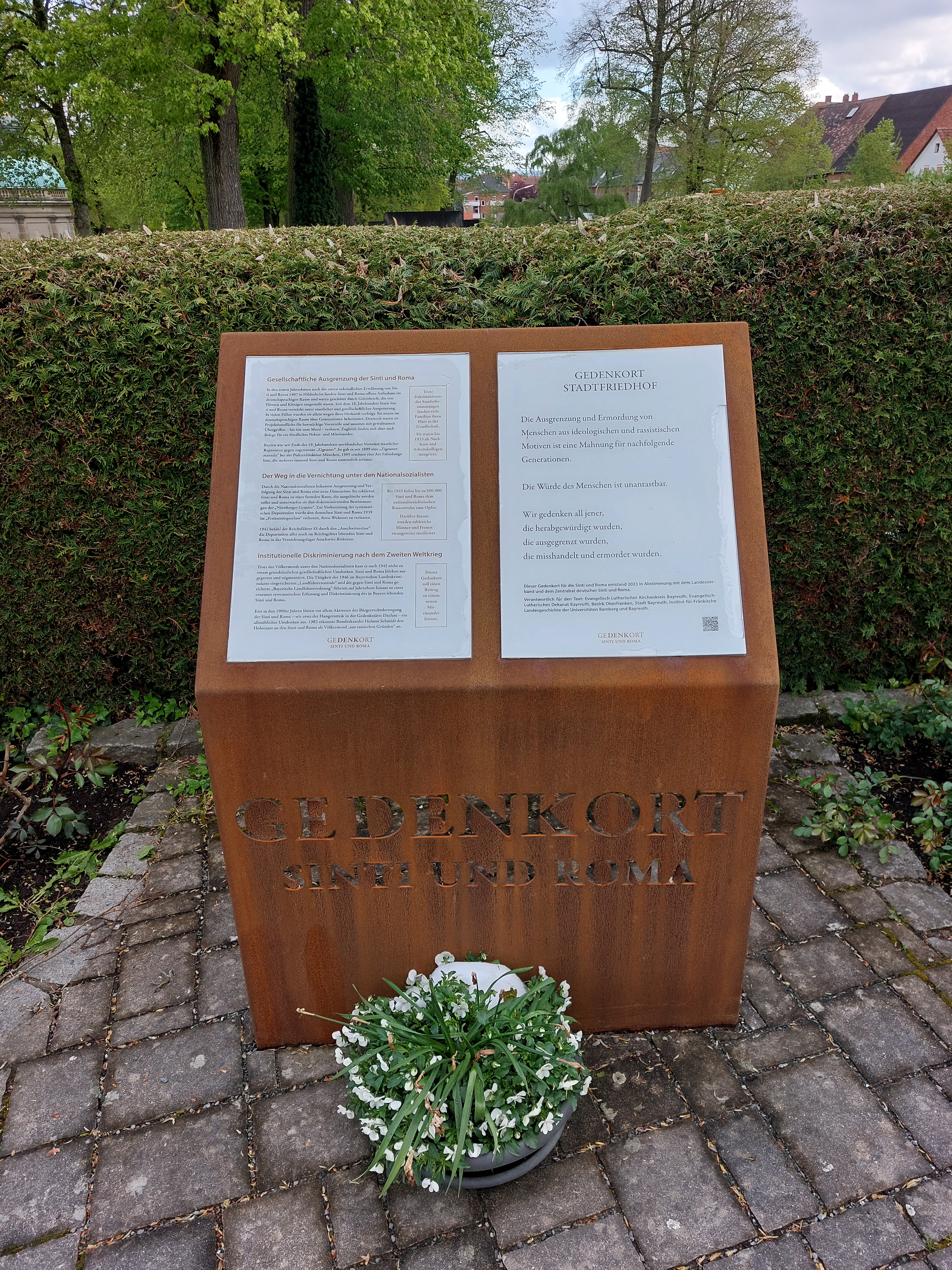
Gedenkort für in der Zeit des Nationalsozialismus ermordete Sinti und Roma

Im Jahr 1544 beschlossen der Bayreuther Bürgermeister und der Rat die Anlage eines näher an der Stadt gelegenen neuen „protestantischen“ Friedhofs. Am 3. November 1545 fand dort, gegenüber dem Siechhaus, das erste Begräbnis statt. Fortan wurde zwischen dem „äußeren Gottesacker“ in der Altenstadt und dem Bayreuther „inneren Gottesacker“ unterschieden. Offenbar grenzten die beiden Friedhöfe aneinander. Im Jahr 1624 wurde die Trennmauer abgetragen, von diesem Jahr an kam in allen Bayreuther Schriftstücken nur noch der heutige Stadtfriedhof vor.
Zwischen der Erlanger Straße und dem Mistelbach gelegen, beherbergt er eine Reihe von Grabdenkmälern berühmter Persönlichkeiten. Unter anderem fanden dort Franz Liszt, Jean Paul, Emil Warburg, Oswald Merz, Siegfried, Wieland und Wolfgang Wagner sowie der Dirigent Hans Richter ihre letzte Ruhestätte. Das prunkvollste Grabmal ist die Grabkapelle des Herzogs Alexander von Württemberg. Von überragender künstlerischer Qualität ist das Grabdenkmal der „Stecknadelbraut“, das um 1721 in der Werkstatt von Elias Räntz entstand. Für Maria Anna Thekla Mozart, die 1841 auf dem Stadtfriedhof beerdigt wurde, wurde 1991 eine Gedenktafel angebracht. Jean Pauls erster Grabstein steht heute im Germanischen Nationalmuseum in Nürnberg; er wurde 1860 durch einen Granit-Findling aus dem Fichtelgebirge ersetzt. Der Schriftsteller Oskar Panizza, der 1921 in Bayreuth starb, wurde auf Betreiben seiner Familie ohne Grabstein bestattet. Nach einigen Jahren wurde sein Grab (Abteilung NW 2, Nr. 0507) neu belegt.
Am östlichen Friedhofseingang befindet sich die Gottesackerkirche. Das erste Gebäude wurde 1562 erbaut und 1599 erweitert. 1779 wurde es abgebrochen und 1781 durch die evangelisch-lutherische Friedhofskirche ersetzt, die im Volksmund den Namen weiterführt.
Die Grabkapelle Franz Liszts wurde bei den Luftangriffen auf Bayreuth im April 1945 zerstört und in den 1970er Jahren wieder aufgebaut. Im Oktober 1965 wurde die Aussegnungshalle ihrer Bestimmung übergeben.
Auf dem Friedhof befinden sich zahlreiche Kriegsgräberstätten aus dem Ersten und Zweiten Weltkrieg, einschließlich der Nachkriegszeit: für Deutsche, Italiener, Rumänen, Russen, Ukrainer und andere Osteuropäer (in Bayreuth befand sich ein Lager für Displaced Persons). In 357 Einzelgräbern sind Kriegstote des Ersten Weltkriegs bestattet, in 101 Gräbern Tote des Zweiten Weltkriegs, einschließlich 70 Opfer der Luftangriffe auf Bayreuth vom April 1945. Letzteren – aus Bayreuth, aus anderen deutschen Städten und dem Ausland – wurde durch Angehörige ein Denkmal an der Grabstätte errichtet. In einer weiteren Sammelgrabstätte liegen 48 Kriegstote, davon 46 Ukrainer. Die Ukrainer waren vermutlich im April 1945 bei einem Luftangriff ums Leben gekommen, da „Ostarbeitern“ kein Zugang zu Schutzräumen gewährt wurde.
In Erinnerung an die in der Zeit des Nationalsozialismus umgekommenen Sinti und Roma wurde im November 2023 ein aus vier Stelen bestehender Gedenk- und Lernort enthüllt. Insbesondere wird damit der Brüder Wilhelm und Max Rose, die im Konzentrationslager Dachau ermordet wurden, sowie der ebenfalls auf dem Stadtfriedhof beerdigten Hulda Siebert, die in Augsburg verhaftet wurde und sechzehnjährig im März 1945 in Polizeihaft in Würzburg starb, gedacht.